# 卡加爾利克河
卡哈爾利克河（烏克蘭語：Кагарлик），是烏克蘭的河流，位於該國中部，屬於錫紐哈河的左支流，發源自亞歷山德里夫卡西南面，流經基洛夫格勒州，河道全長45公里，流域面積352平方公里。